# Landscape Ecology
Landscape Ecology — провідний науковий журнал з ландшафтної екології. Основні наукові напрями: науки про Землю, біологія, ландшафтна екологія, лісознавство, лісове господарство, ботаніка і екологія рослин. Журнал видається з 1987 року у видавництві Springer Netherlands. Головний редактор Дзянгуо Ву (професор Інституту наук про життя і Інституту стійкого розвитку при Університеті штату Аризона, Темпе, США)
Журнал орієнтується в першу чергу на фундаментальні міждисциплінарні дослідження, об'єднавши учених зі всього світу. Як головне завдання журналу об'єднати представників біологічних, геофізичних і соціальних наук з метою вивчення формування, динаміки і просторового різноманіття природних і антропогенних ландшафтів.

## ISSN
- ISSN 0921-2973 (друковане видання)
- ISSN 1572-9761 (електронне видання)

## Ресурси Інтернету
- Журнал на springerlink.com

1. ↑  ERA 2010 journal list — Australian Research Council, 2010.
2. 1 2  The ISSN portal — Paris: ISSN International Centre, 2005. — ISSN 0921-2973
3. ↑  https://www.scimagojr.com/journalsearch.php?q=23972&tip=sid&clean=0